# 이덕일
이덕일(李德一, 1961년 10월 7일~)은 대한민국의 작가, 언론인이다. 1961년에 충청남도 아산군 온양읍(現 충청남도 아산시)에서 태어났으며, 30여 권의 역사비평서를 집필한 역사 작가이다. 아호는 천고(遷固)이다.

## 주요 이력
- 前 경기대학교 겸임교수
- 前 숭실대학교 겸임교수

## 대표적 이력
- 신한대학교 지식복지대학원 신한류학과 교수
- 순천향대학교 미래융합대학원 글로벌한류학과 교수

## 경력
숭실대학교 사학과를 나온 그는 동 대학원에서 사회주의계 무장독립운동단체인 동북항일연군에 대한 연구 논문인 '동북항일연군 연구'로 박사학위를 받았다. 사단법인 한가람역사문화연구소를 직접 설립하고 소장으로 재직하고 있다. 월간(月刊)중앙 WIN 기자, 월간(月刊)중앙 WIN 기획위원 등으로 활동하였고, 조선일보, 경향신문, 한겨레신문 등의 객원필진으로 칼럼을 기고하였다. 1997년 《당쟁으로 보는 조선 역사》를 시작으로, 정조가 독살되었다는 주장을 폈던 《누가 조선왕을 죽였는가》를 저술하였다. 저서로는 《한국사 그들이 숨긴 진실》, 《고조선은 대륙의 지배자였다》, 《사도세자의 고백》, 《조선 왕 독살사건》, 《여인열전》 등이 있다.

## 학력
- 온양천도초등학교
- 아산중학교
- 천안중앙고등학교
- 숭실대학교 사학과 학사
- 숭실대학교 대학원 사학과 인문과학 석사
- 숭실대학교 대학원 사학과 인문과학 박사

## 비판
대중에 영향력이 있는 역사 저술자이지만 스스로는 재야사학자라 자처하고 있을 만큼 정설과 거리가 먼 소수설을 주장하고 있어 문제가 되고 있다. 21세기 현대의 지배세력이 노론의 후예라고 주장하고 있으며, 20세기와 21세기 현재의 모든 정치·사회적 난맥상을 노론 세력의 권력 독점이 원인이라는 주장까지 하고 있다. 특히 노론사관이라는 용어를 사용하며 역사학계를 노론의 후예이자 식민사학자라고 싸잡아 비난하고 있다. 2014년에는 《우리 안의 식민사관》이라는 저서를 통해 김현구 교수가 일본의 임나일본부설을 추종하고 있다는 주장을 하여 명예훼손으로 소송당하였다. 하지만 2017년 출판물에 의한 명예훼손 혐의에 대해 무죄판결을 받았다. 당초 2016년 내려진 1심 판결에서는 허위 사실 전제로 김현구 교수를 식민사학자라고 규정하여 명예를 훼손한 혐의에 대해 유죄 판결을 받았다.  당시 1심 재판부는 “대중에게 널리 알려진 역사학자인 피고인의 영향력을 볼 때 명예훼손 정도도 매우 크다”고 판시하였으며, 특히“자신을 식민사학 카르텔의 피해자로 포장하고 이 사건의 논점을 역사 논쟁으로 흐리려 하는 등 범행 후 정황도 좋지 않다”고 하여 가해자인 이덕일이 피해자인 것처럼 구는 것을 꼬집었다.
하지만 항소심 재판부는 ▲김 교수가 상당 부분 쓰에마쓰 야스카즈의 견해를 따른 것으로 보이고 ▲사법적 판단보다는 학문적 논쟁의 대상이 되는 것이 바람직하다는 취지로 이덕일 박사에 대해 무죄를 선고 하였다. 2017년 5월 11일 내려진 대법원 최종심에서도 "이 소장의 주장이나 의견에 대해 합리성이나 서술방식의 공정성 등과 관련해 비판의 여지가 있다고 할지라도 그러한 비판은 가급적 학문적 논쟁과 사상의 자유경쟁 영역에서 다루어지도록 하는 것이 바람직하다"며 2심(항소심)의 판단을 유지했다.

## 저서 및 역서

### 저서
- 《이덕일의 여인열전》. 김영사. 2003. ISBN 9788934912507.
- 《이덕일의 세상을 바꾼 여인들》. 옥당. 2009. ISBN 978-89-961525-2-1.
- 《아나키스트 이회영과 젊은 그들》
- 《송시열과 그들의 나라》
- 《우리역사의 수수께끼 1,2,3권》, ISBN-10: 8934916540, ISBN-13: 9788934916543
- 《당쟁으로 보는 조선 역사》
- 《사화로 보는 조선 역사》
- 《정약용과 그의 형제들 1,2권》
- 《조선 왕 독살사건》
- 《사도세자의 고백》
- 《누가 조선왕을 죽였는가》
- 《조선 최대 갑부 역관》
- 《한국사로 읽는 성공한 개혁 실패한 개혁 (김춘추에서 노무현까지)》
- 《조선 선비 살해사건 1,2권》
- 《고조선은 대륙의 지배자였다》Wisdomhouse, 2006년. ISBN: 8995884908
- 《고구려는 천자의 제국이었다》
- 《설득과 통합의 리더, 유성룡》
- 《살아있는 한국사 1,2,3권》
- 《오국사기 1,2,3권》
- 《침묵과 왜곡 속에 숨겨진 이야기》
- 《성학십도·동국십팔선정》
- 《시원하게 나를 죽여라》
- 《한국사 그들이 숨긴 진실 2009-09》
- 《정조와 철인정치의 시대 1,2권》
- 《정약용 선생님 다산 천자문 1,2,3권》
- 《근대를 말하다》. Wisdomhouse[5][6], 2012년. ISBN 978-8-9931-1942-8
- 《윤휴와 침묵의 제국》 다산초당, 2011, ISBN 978-8-9637-0571-2
- 《우리 안의 식민사관》, 2014
- 《조선 왕을 말하다 1,2권》 역사의 아침, 2010년, ISBN 978-8-9931-1915-2
- 《이덕일의 고금통의 1,2》, 2014

### 역서
- 《당의통략:모략과 음모의 당쟁사》(이건창, 黨議通略) 이덕일, 이준영 국역, 자유문고, ISBN 8-9703-0040-6

## 같이 보기
- 미래로 가는 바른 역사 협의회